# Zulaija Al-Shahabi
Zulaija Al-Shahabi, född i Jerusalem 1901, död i Jerusalem 1992, var en palestinsk feminist och självständighetsaktivist.  
Hon var medgrundare av Arab Women's Association of Palestine 1929.